# Pero Cornel I
Pero Cornel I (? - ~1135 o 1136?) va ser un cavaller del llinatge aragonès dels Cornel. Segons la llegenda, fou un dels nobles revoltats que foren decapitats pel rei Ramir II d'Aragó a la Campana de Huesca.